# Renewable Identification Number
Il Renewable Identification Number è un codice apposto sui contenitori per il trasporto e lo stoccaggio dei biocombustibili.

## Finalità
Il RIN consente di controllare il rispetto delle regole di immissione al consumo di biocarburanti previsto dal "Renewable Fuel Standard" ed è associato ad ogni lotto di biocarburante prodotto o importato, rappresentandone di fatto una sorta di "certificato di possesso".
Il RIN consente individuare un singolo gallone di etanolo prodotto negli USA acquistabile dai raffinatori per miscelare un combustibile in luogo dell'utilizzo di biocarburante rappresentandone di fatto una sorta di "credito" ambientale.

## Struttura
Il RIN è costituito da un codice di 38 caratteri numerici, così composto:
posizione: 1 - RIN assegnato o non assegnato a un lotto di produzione o vendita
posizione: 2-5 anno di produzione o importazione
posizione: 6-9 codice identificativo dell'azienda produttrice  o dell'importatore
posizione: 10-14 codice identificativo dell'impianto che ha prodotto il biocarburante
posizione: 15-19 numero di lotto assegnato dal produttore
posizione: 20-21 numero di equivalenza del biofuel (es. biodiesel = 15)
posizione: 22 codice di rinnovablità: 1 = bioetanolo cellulosico 2 = biocarburante diverso dal bioetanolo lignocellulosico
posizione: 23-30 blocco numerico di partenza
posizione: 31-38 blocco numerico di fine